# Flying in a Blue Dream
Flying in a Blue Dream è il terzo album di Joe Satriani, pubblicato nel 1989.

## Tracce
Tutti i brani sono di Joe Satriani.
1. Flying in a Blue Dream - 5:28
2. The Mystical Potato Head Groove Thing - 5:05
3. Can't Slow Down - 4:46
4. Headless - 1:28
5. Strange - 4:55
6. I Believe - 5:50
7. One Big Rush - 3:20
8. Big Bad Moon - 5:13
9. The Feeling - 0:52
10. The Phone Call - 3:00
11. Day at the Beach (New Rays from an Ancient Sun) - 2:03
12. Back to Shalla-Bal - 3:15
13. Ride - 4:58
14. The Forgotten (Part One) - 1:10
15. The Forgotten (Part Two) - 5:10
16. The Bells of Lal (Part One) - 1:19
17. The Bells of Lal (Part Two) - 4:08
18. Into the Light - 2:25

## Formazione
- Joe Satriani - chitarra, banjo, basso, armonica a bocca, percussioni, tastiere, voci (Can't Slow Down, Strange, I Believe, Big Bad Moon, The Phone Call, Ride)
- Stuart Hamm - basso
- Jeff Campitelli – percussioni, batteria
- John Cuniberti – percussioni, Sitar
- Simon Phillips – batteria
- Bob Smith – percussioni, batteria